# الجبيل (الأحساء)
الجبيل قرية تابعة لمحافظة الاحساء. تقع شرق مدينة الهفوف نحو 9 كيلو مترات. وهي قرية قديمة ذكرها ياقوت الحموي باسم جبلة وما زال وسط القرية يعرف بذلك، وكان يمر بها نهر مغيصييب وبجواره نهر سليس، وهي كثيرة النخيل ،و يوجد بها اكثر من مدرسة إبتدائية للبنات و الأولاد و أما المدرسة الثانوية للبنين تشترك بها مع قرية الطريبيل و تمتاز بأن الطريقة إلى المدرسة زراعي .